# Hugo von Steiner
Hugo von Steiner   (Zadar, 2 de desembre de 1862 - Viena, 30 d'agost de 1942) fou un violinista i compositor austríac.
Va néixer a Zadar al Regne de Dalmàcia, província de l'Imperi austríac, el 2 de desembre de 1862. Va ser violista i compositor. Va estudiar del 1880 al 1883 al Conservatori de la "Gesellschaft der Musikfreunde - Musikverein" (Societat d'Amics de la Música) de Viena amb J.M. Grün, Franz Krenn i Robert Fuchs.
Posteriorment va ingressar a lHofopernorchester com a primera viola, el 1895 es va convertir en membre de la "Hofmusikkapelle" i membre del famós Quartetto Rosé (compost per Arnold Rosé, August Siebert, Reinhold Hummer i Hugo von Steiner). Va ser professor de violí i viola al Conservatori de Viena del 1907 al 1931, on va tenir entre d'altres alumnes a Rodolfo Lipizer. Va morir a Viena l'agost de 1942.

## Obres originals amb nº. d'opus
- 1886 Op.20. Serenata per a violí amb acompanyament de piano o arpa.
- 1895 p.30. Paràfrasis sobre cançons de Caríntia v. Thomas Koschat f. V. m. Pfte.
- 1898 Op.40. Paràfrasi núm. 2 f. V. m. Pfte sobre cançons de Caríntia v. koshat.
- 1903 Op.42. romanç violí, piano.
- 1909 Op.43. Concert per a viola amb acompanyament de piano; (Re menor)
- 1910 Op.44. Concert per viola núm. 2 (en un moviment).
- 1909 Op.47. Viola Estudis. 12 capricis per a estudiants avançats. 1909
- 1910 Op.48. Dotze estudis per a violí: ús de les tríades augmentades i disminuïdes;
- 1922 Op.49. Estudis diaris de violí mitjà; conté importants exercicis d'arc, posició i dits, així com estudis generals tècnics i sonors, que pretenen acostumar-s'hi ràpidament; especialment útil per a aquells violinistes que no poden practicar durant diverses hores al dia
- 1922 Op.50. Suite [F major] per a violoncel i piano. 1922
- 1924 Op.51. 3. Concert per viola [la menor] : Cranz, 1924
- 1925 Op.52 12 Capritxos per a viola 1925
- 1926 Op.53. Sonata en do menor: per a viola i piano 1926.[1]

## Obres sense nº. d'Opus
Viola technique = Technique d'alto.
- 1. Escales i estudis d'acords a través de 3 octaves, parades dobles, etc., mitja posició, exercicis amb els dits = Gammes et exercices d'accords de 3 octaves, doubles cordes, demi-position, exercices de doigts, Universal-Edition, © 1909
- 2. Estudis de Bruni, Campagnoli i Hoffmeister
- 3. Etudes (12 capritxos per a estudiants avançats) = Etudes (12 caprices pour des élèves avancés).[1]

## Arranjaments i edicions
- Concert núm. 1 en la major per a violí i orquestra, opus 1 / Louis Spohr
- 12 capritxos per a violí / de P. Rovelli
- Estudis orquestrals a partir de les obres simfòniques / Richard Strauss

[vol. 2]. Per a viola / seleccionat i marcat per Hugo von Steiner: Universal, 1910
- En una font solitària: de "imatges d'humor"; op 9/2: À la source isolée / Strauss, Richard / [2000]
- 6 sonates per a piano i violí: [op. 1, fragment] / Handel, Georg Friedrich.[1]

## Refrencies
1. 1 2 3  [enllaç sense format] https://imslp.org/wiki/List_of_works_by_Hugo_von_Steiner